# 帕尔季赞卡河
帕尔季赞卡河（俄语：Река Партизанка）是萨哈林州阿尼瓦区的河流，长10公里，流域面积26.9平方公里，在距河口30公里处注入柳托加河。

## 引用
1. ↑  М·Г·瓦西科夫斯基. . 列宁格勒: 气象出版社. 1973 （俄语）.
2. ↑  . 国家水登记处.   [2024-01-03]. （原始内容存档于2023-09-28） （俄语）.